# Siler severus
Siler severus är en spindelart som först beskrevs av Simon 1901.  Siler severus ingår i släktet Siler och familjen hoppspindlar. Inga underarter finns listade i Catalogue of Life.